# 미시령로
미시령로(Misiryeong-ro)는 강원특별자치도 인제군 북면 한계 교차로와 속초시 중앙동 공설운동장오거리를 잇는 강원특별자치도의 도로이다. 미시령을 통과하기 때문에 미시령로로 명명되었다. 본래 전 구간이 국도 제46호선에 속했으나 1981년 국도 제46호선의 노선 변경으로 미시령 구간이 폐지되었다가 1996년 국가지원지방도 제56호선이 신설되면서 미시령 구간은 국가지원지방도로 지정되었으나 자동차 전용도로가 아니기 때문에 이륜자동차(모터사이클 혹은 오토바이)의 통행이 가능하다.

## 역사
- 1981년 4월 13일 : 국도로 승격된 인제군 군북면 용대리 ~ 고성군 거진읍 대대리 31km 구간 개통, 기존 지정 구간인 인제군 군북면 용대리 ~ 속초시 동명동 20km 구간 폐지[1]
- 1996년 7월 19일 : 국가지원지방도 제56호선 신설로 미시령 구간이 국가지원지방도로 지정[2]
- 2006년 7월 1일 : 미시령터널 통행료 수납 개시[3]
- 2009년 9월 1일 : 미시령터널 통행료를 소형 200원, 중형 200원, 대형 300원 인상[4]
- 2009년 12월 31일 : 북면 ~ 용대간 도로(인제군 북면 한계리 ~ 원통리) 3.28km 구간 확장 개통[5]
- 2010년 7월 16일 : 북면 ~ 용대간 도로(인제군 북면 원통리 ~ 용대리) 10.86km 구간 조기 확장 개통, 기존 15.1km 구간 폐지[6]
- 2013년 2월 1일 : 미시령터널 통행료를 소형 300원, 중형 600원, 대형 700원 인상[7]
- 2013년 12월 27일 : 인제군 북면 용대리 800m 구간 선형개량[8]

## 주요 경유지
강원특별자치도
- 인제군 북면 - 고성군 토성면 - 속초시 (노학동 - 교동 - 금호동)

## 노선
| 이름                                         | 접속 노선                            | 소재지                                          | 소재지                  | 비고                                                                     |
| -------------------------------------------- | ------------------------------------ | ----------------------------------------------- | ----------------------- | ------------------------------------------------------------------------ |
| 한계 교차로                                  | 국도 제44호선 국도 제46호선 (설악로) | 인제군                                          | 북면                    | 국도 제46호선 구간                                                       |
| 모란골 교차로                                | 고원통로                             | 인제군                                          | 북면                    | 국도 제46호선 구간                                                       |
| 고원통1교                                    |                                      | 인제군                                          | 북면                    | 국도 제46호선 구간                                                       |
| 고원통 교차로                                | 고원통로                             | 인제군                                          | 북면                    | 국도 제46호선 구간                                                       |
| 고원통2교                                    |                                      | 인제군                                          | 북면                    | 국도 제46호선 구간                                                       |
| 한계터널                                     |                                      | 인제군                                          | 북면                    | 국도 제46호선 구간 속초 방면 연장 1,272m 인제 방면 연장 1,298m           |
| 삼거리교                                     |                                      | 인제군                                          | 북면                    | 국도 제46호선 구간                                                       |
| 용대터널                                     |                                      | 인제군                                          | 북면                    | 국도 제46호선 구간 속초 방면 연장 927m 인제 방면 연장 950m               |
| 정자문 교차로                                | 고원통로                             | 인제군                                          | 북면                    | 국도 제46호선 구간                                                       |
| 아랫남 교차로                                | 아랫남교길                           | 인제군                                          | 북면                    | 국도 제46호선 구간                                                       |
| 아랫남교                                     |                                      | 인제군                                          | 북면                    | 국도 제46호선 구간                                                       |
| 윗남 교차로                                  | 아랫남교길                           | 인제군                                          | 북면                    | 국도 제46호선 구간                                                       |
| 윗남교                                       |                                      | 인제군                                          | 북면                    | 국도 제46호선 구간                                                       |
| 용대관광지 교차로                            | 만해로                               | 인제군                                          | 북면                    | 국도 제46호선 구간                                                       |
| 당정 교차로                                  | 만해로                               | 인제군                                          | 북면                    | 국도 제46호선 구간                                                       |
| 단정교                                       |                                      | 인제군                                          | 북면                    | 국도 제46호선 구간                                                       |
| 구만 교차로                                  | 만해로                               | 인제군                                          | 북면                    | 국도 제46호선 구간                                                       |
| 백담 교차로                                  | 백담로                               | 인제군                                          | 북면                    | 국도 제46호선 구간                                                       |
| 다리골 교차로                                | 매봉길                               | 인제군                                          | 북면                    | 국도 제46호선 구간                                                       |
| 교곡교                                       |                                      | 인제군                                          | 북면                    | 국도 제46호선 구간                                                       |
| 용대 교차로 (용대삼거리)                     | 국도 제46호선 (진부령로)             | 인제군                                          | 북면                    | 국도 제46호선 구간 국가지원지방도 제56호선 구간                          |
| 용대6교 북천교 용대1교 중수교 용호교 용대2교 |                                      | 인제군                                          | 북면                    | 국가지원지방도 제56호선 구간                                             |
| 도적소 교차로                                | 미시령옛길                           | 인제군                                          | 북면                    | 국가지원지방도 제56호선 구간                                             |
| 용대3교                                      |                                      | 인제군                                          | 북면                    | 국가지원지방도 제56호선 구간                                             |
| 미시령터널                                   |                                      | 인제군                                          | 북면                    | 국가지원지방도 제56호선 구간 속초 방면 연장 3,520m 인제 방면 연장 3,565m |
| 미시령터널                                   | 고성군                               | 토성면                                          |                         | 국가지원지방도 제56호선 구간 속초 방면 연장 3,520m 인제 방면 연장 3,565m |
| 미시령 요금소                                | 고성군                               | 토성면                                          |                         | 국가지원지방도 제56호선 구간 본선요금소                                  |
| 원암1 교차로                                 | 고성군                               | 토성면                                          | 미시령옛길              | 국가지원지방도 제56호선 구간                                             |
| 원암2 교차로                                 | 고성군                               | 토성면                                          | 고성대로                | 국가지원지방도 제56호선 구간                                             |
| 원암육교                                     | 고성군                               | 토성면                                          |                         | 국가지원지방도 제56호선 구간                                             |
| 원암대교                                     | 고성군                               | 토성면                                          |                         | 국가지원지방도 제56호선 구간                                             |
| 속초시                                       | 노학동                               |                                                 |                         | 국가지원지방도 제56호선 구간                                             |
| 속초시                                       | 노학동                               | 속초 나들목                                     | 65호선 동해고속도로     | 국가지원지방도 제56호선 구간                                             |
| 속초시                                       | 노학동                               | 콩꽃마을 교차로                                 | 학사평길                | 국가지원지방도 제56호선 구간                                             |
| 속초시                                       | 노학동                               | 콩꽃마을교                                      |                         | 국가지원지방도 제56호선 구간                                             |
| 속초시                                       | 노학동                               | 학사평 교차로                                   | 관광로 미시령로2983번길 | 국가지원지방도 제56호선 구간                                             |
| 속초시                                       | 노학동                               | 장천입구삼거리                                  | 장성천길                | 국가지원지방도 제56호선 구간                                             |
| 속초시                                       | 교동지하차도                         | 국도 제7호선 국가지원지방도 제56호선 (동해대로) | 교동                    | 국가지원지방도 제56호선 구간                                             |
| 속초시                                       | 교동로입구삼거리                     | 교동로                                          | 교동                    |                                                                          |
| 속초시                                       | 공설운동장오거리                     | 번영로 중앙시장로 번영로97번길                  | 금호동                  |                                                                          |
| 번영로와 직결                                |                                      |                                                 |                         |                                                                          |

## 주요 건물 및 시설
- 용대초등학교 (강원특별자치도 인제군 북면 미시령로 1031)
- 용대치안센터 (강원특별자치도 인제군 북면 미시령로 1114)
- 백담입구시외버스터미널 (강원특별자치도 인제군 북면 미시령로 1142)
- 용대보건진료소 (강원특별자치도 인제군 북면 미시령로 1158-1)
- 미시령동서관통도로 (강원특별자치도 고성군 토성면 미시령로 2625)
- 국립산악박물관 (강원특별자치도 속초시 미시령로 3054)
- 속초소방서 (강원특별자치도 속초시 미시령로 3226)
- 속초양양교육지원청 (강원특별자치도 속초시 미시령로 3336)
- 속초중학교 (강원특별자치도 속초시 미시령로 3358)
- 설악중학교 (강원특별자치도 속초시 미시령로 3402)

## 통행료
미시령터널 구간은 유료 도로로 운영되기 때문에 통행료를 징수하고 있다. 아래 통행료는 2013년 2월 1일 기준이다.
| 구분 | 통행료 |
| ---- | ------ |
| 감면 | 1,600  |
| 소형 | 3,300  |
| 중형 | 5,600  |
| 대형 | 7,200  |

## 같이 보기
- 미시령터널